# Horgos Gyula
Horgos Gyula (Nagyvárad, 1920. július 22. – Budapest, 1994. június 11.) politikus, gépészmérnök, egyetemi tanár. A műszaki tudományok kandidátusa (Moszkva, 1953; honosítva: Budapest, 1953).

## Életpályája
1943-ban a budapesti József Nádor Műszaki és Gazdaságtudományi Egyetemen gépészmérnöki oklevelet kapott. 1943–1949 között a csepeli Weisz Manfréd Gyár mérnöke volt. 1945-ben csatlakozott a Kommunisták Magyarországi Pártjahoz. 1949–1953 között a moszkvai Szerszámgépipari Intézet aspiránsaként dolgozott.
1953–1959 között a Budapesti Műszaki és Gazdaságtudományi Egyetem Gépészmérnöki Kar Szerszámgép Tanszékének címzetes egyetemi docense volt. 1953–1955 között a csepeli Rákosi Mátyás Vas- és Fémművek Szerszámgépgyára szerszámrészlegének főmérnöke volt. 1955-ben a Csepel Tröszt Gépészeti Részlegének főmérnökeként is tevékenykedett. 1955–1957 között az Országos Tervhivatal (OT) elnökhelyettese volt. 1957–1960 között a Csepel Vas- és Fémművek Tröszt műszaki igazgatója volt. 1958-tól a Budapesti Műszaki és Gazdaságtudományi Egyetem Technológia I. Tanszék címzetes egyetemi tanára volt.
1960–1962 között kohó- és gépipari miniszterhelyettes; 1962–1963 között a kohó- és gépipari miniszter első helyettese volt. Kádár János miniszterelnök második kormányának átalakítása után 1963. március 20-án vette át a kohászati és gépipar miniszteri posztot, és ezt a posztot Kállai Gyula kabinetjében, Fock Jenő kabinetjében és Lázár György miniszterelnök kormányában 1975. július 4-ig folytatta; őt Nemeslaki Tivadar követte. 1961–1974 között a Gépipari Tudományos Egyesület alelnöke, 1974-től elnökségi tagja volt.
1970–1975 között az Magyar Szocialista Munkáspárt Központi Bizottságának tagja volt. 1980–1986 között a MTESZ budapesti intézőbizottságának elnöke volt.
Nevéhez fűződik a Csepel Művek 1945 utáni gyártmányszerkezetének átalakítása. Miniszteri évei alatt megvalósult a magyarországi elektronikagyártás és műszeripar rekonstrukciója. Fontos szerepet játszott a magyarországi járműipar – a Rába- és az Ikarus-gyárak – megszervezésében.

## Családja
Szülei Horgos Pál cipész, vasúti kalauz és Kiss Róza. Leánya Gerginé Horgos Lívia jogász, ügyvéd.
A Farkasréti temetőben nyugszik (1-2-247).

## Művei
- A harmadik ötéves terv gépipari kérdései (Gépgyártástechnológia, 1965)
- Az új gazdasági mechanizmus előkészítése a gépiparban (Műanyag és Gumi, 1968 és Gépgyártástechnológia, 1968)
- A gépipar időszerű kérdései (Műanyag és Gumi, 1969 és Gépgyártástechnológia, 1969)
- A gépipar időszerű feladatai (Gépgyártástechnológia, 1970, 1974)
- A kohó- és gépipar IV. ötéves terve (Műanyag és Gumi, 1971 és Gépgyártástechnológia, 1971)
- A gépipar IV. ötéves tervének főbb fejlesztési irányai (Gépgyártástechnológia, 1971)
- Gépiparunk időszerű kérdései (Műanyag és Gumi, 1972 és Gépgyártástechnológia, 1972)
- 100 éves a magyar szerszámgépgyártás (Gépgyártástechnológia, 1973)
- Az együttműködés 25 éve a kohó- és gépiparban (Magyar Tudomány, 1974)
- Gépiparunk helyzete és fejlesztési feladatai az ötödik ötéves tervben (Szabványosítás, 1974)

## Fordításai
- Avrutin, S. V.: A maró megmunkálás alapjai. Ford. Fekete–fehér ábrákkal. (A nehézipar könyvei. 59. Budapest, 1951)

## Díjai
- A Munka Vörös Zászló Érdemrendje (1975)
- Április 4. Érdemrend (1986)